# Post concerto
Post concerto è un singolo del duo musicale italiano Coma Cose, pubblicato il 2 marzo 2018.

## Video musicale
Il videoclip, diretto da Fausto Lama, è stato pubblicato il 13 marzo 2018 sul canale YouTube di Asian Fake. Alcune scene del video sono state girate presso il complesso abitativo di Monte Amiata, a Milano.

## Tracce
Testi di Fausto Zanardelli, Francesca Mesiano, musiche di Fausto Zanardelli, Fabio Dalè, Carlo Frigerio.
1. Post concerto – 3:07